# 조덕삼
조덕삼(趙德三, 1848년 -1916년) 장로는 한국 개신교 초창기 교회의 중요한 인물로, 특히 전북 김제 지역에서 기독교 전파에 중요한 역할을 했던 인물이다. 그는 한국교회사에서 백정 출신인 이자익(李自益)과 함께 신분을 초월한 기독교적 형제애를 실천한 사례로도 유명한다.

## 생애
조덕삼은 1848년 조선 전라북도 김제에서 태어났다. 당시 김제 지역의 부유한 지주 가문에서 성장하였으며, 유교적 전통이 강한 환경에서 자랐다.
1897년 무렵, 선교사들을 통해 기독교를 접한 조덕삼은 개신교 신앙을 받아들이고 신앙생활을 시작했다. 이후 김제 지역에서 복음을 전파하며 **1903년 금산교회(錦山敎會)**를 설립하였다. 그는 자신의 재산을 사용하여 교회를 지원하고, 신앙 공동체를 형성하는 데 앞장섰다.
조덕삼 장로는 백정 출신의 마부였던 이자익(李自益)을 전도하였으며, 그를 신앙 공동체의 일원으로 받아들였다. 1907년 장로를 선출하는 과정에서 조덕삼은 자신을 제쳐두고 이자익을 장로로 추천하였다. 이는 신분 차별이 강했던 당시 사회에서 매우 혁신적인 결정이었으며, 기독교 신앙이 신분을 초월하는 공동체임을 실천한 대표적인 사례로 남아 있다.
조덕삼 장로는 생애 동안 금산교회를 비롯한 여러 교회의 설립과 성장에 기여하였으며, 1916년에 별세하였다. 그의 헌신적인 신앙과 사회적 실천은 후대 한국교회에 큰 영향을 미쳤다.

## 평가와 영향
조덕삼 장로의 삶은 기독교 신앙이 신분과 계급을 초월하는 힘이 있음을 보여주는 대표적인 사례로 남아 있다. 그의 결단과 헌신은 한국교회의 발전에 중요한 기초를 마련했으며, 특히 이자익을 장로로 세운 사건은 교회사적으로도 중요한 의미를 가진다. 오늘날에도 금산교회는 한국교회의 중요한 역사적 장소로 남아 있다.

## 참고 자료
- 한국기독교역사연구소, 《한국교회 인물사》
- 김제 금산교회 역사 자료
- 이자익 목사 전기

## 같이 보기
- 대한민국의 장로 목록
- 이자익